# Cuori al verde
Pour plus de détails, voir Fiche technique et Distribution.
Cuori al verde est un film italien réalisé par Giuseppe Piccioni et sorti en 1996.

## Fiche technique
- Titre anglais : Penniless Hearts
- Réalisation : Giuseppe Piccioni
- Musique : Daniele Silvestri
- Photographie : Camillo Bazzoni
- Montage : Esmeralda Calabria
- Durée : 103 minutes
- Dates de sortie :
  - 28 mars 1996 :  Italie
  - février 1997 : Festival du film italien de Bastia

## Distribution
- Giulio Scarpati : Stefano
- Gene Gnocchi : Giulio
- Margherita Buy : Lucia
- Stefano Abbati : Cliente Lucia
- Delphine Telesio : Rebecca
- Antonio Catania : Piero
- Gaia De Laurentiis : Martina

## Distinctions
- Grand prix du Festival international du film de l'Alpe d'Huez[1]
- Prix du public au Festival du film de Bastia[1]